# Бонне, Шарлотта
Шарлотта Бонне́ (фр. Charlotte Bonnet; 14 февраля 1995, Анген-ле-Бен) — французская пловчиха, бронзовый призёр Олимпийских игр 2012 года, двукратный призёр чемпионата мира, двукратная чемпионка Европы.

## Биография

### Летние Олимпийские игры 2012
В составе эстафетной команды Франции завоевала бронзовую медаль Олимпийских игр в эстафете 4×200 метров вольным стилем.

### 2021 год
В мае 2021 года на чемпионате Европы в Будапеште, Шарлотта в составе эстафетной четвёрки Франции на дистанции 4 по 100 метров завоевала бронзовую медаль.

## Награды
Рыцарь ордена «За заслуги» Франции в 2013 году.